# (320) Katharina
(320) Katharina – planetoida z pasa głównego asteroid okrążająca Słońce w ciągu 5 lat i 86 dni w średniej odległości 3,01 j.a. Została odkryta 11 października 1891 roku w Obserwatorium Uniwersyteckim w Wiedniu przez Johanna Palisę. Nazwa planetoidy pochodzi od imienia matki odkrywcy.